# The Truth About Charlie
The Truth About Charlie is een Frans-Amerikaanse thriller uit 2002, geregisseerd, geproduceerd en geschreven door Jonathan Demme. De film is een remake van Charade uit 1963, waarbij Mark Wahlberg en Thandiwe Newton de rollen spelen van Cary Grant en Audrey Hepburn in de originele film. De film is ook een eerbetoon aan Tirez sur le pianiste uit 1960 van François Truffaut. Charles Aznavour heeft een bijrol in de film waarbij hij twee keer zijn lied "Quand tu m'aimes" zingt (eerst in het Frans, later in het Engels).
Het verhaal speelt zich af in Parijs en er spelen verschillende beroemde Franse acteurs in mee. Regisseur Agnès Varda heeft een kleine rol en Anna Karina zingt in een scène een lied van Serge Gainsbourg. 

## Verhaallijn
De pasgetrouwde Britse Regina Lambert woont met haar man Charles in Parijs. Na een korte vakantie keert ze terug naar huis, vastbesloten om van Charles te scheiden. Maar dan ontdekt ze dat haar man is vermoord en hun appartement overhoop is gehaald. Charles heeft hun bezittingen voor 1,8 miljoen dollar verkocht en het geld is verdwenen.
Joshua, een man die ze tijdens haar vakantie heeft ontmoet, helpt haar de waarheid over de moord op Charlie te achterhalen.

## Rolverdeli
- Mark Wahlberg als Lewis Bartholomew/Joshua Peters
- Stephen Dillane als Charlie
- Thandie Newton als Regina Lambert
- Sakina Jaffrey als Sylvia
- Christine Boisson als Commandant Dominique
- Simon Abkarian als Lieutenant Dessalines
- Park Joong-hoon als Lee Il-sang
- Lisa Gay Hamilton als Lola Jansco
- Ted Levine als Emil Zadapec
- Magali Noël als mysterieuze vrouw in het zwart
- Tim Robbins als Carson J. Dyle
- Agnès Varda als de weduwe Hyppolite
- Charles Aznavour als Charles Aznavour
- Olivier Broche als een Aznavour-fan
- Manno Charlemagne als 'Chez Josephine' Maitre D'
- Anna Karina als Karina
- Philippe Katerine als een Karina-fan

## Productie en ontvangst
In december 2000 werd aangekondigd dat Jonathan Demme een remake van de film Charade uit 1963 zou regisseren, schrijven en produceren, met Thandiwe Newton en Mark Wahlberg in de hoofdrollen. Omdat Demme en zijn co-scenaristen de film grotendeels op Charade baseerden, werd besloten dat de oorspronkelijke schrijver Peter Stone vermeld moest worden. Stone voelde zich hier echter ongemakkelijk bij, aangezien hij er niet bij betrokken was geweest, en koos voor het pseudoniem ''Peter Joshua'' als verwijzing naar de naam van Cary Grants personage in de originele film. De naam van Wahlbergs personage in de remake werd daardoor Joshua Peters.   Demme's onorthodoxe benadering van het materiaal was geïnspireerd door Franse Nouvelle Vague en wilde dat Universal de slogan ''When in doubt, laugh'' ''(wanneer je twijfelt, lach)'' op het promotiemateriaal van de film zou opnemen, maar dat werd afgewezen. 
The Truth About Charlie ontving overwegend negatieve recensies. Op Rotten Tomatoes ontving het een score van 34%, gebaseerd op 135 recensies.  Metacritic gaf de film een score van 55 uit 100, gebaseerd op 35 recensies. 